# Saint-Julien-en-Beauchêne
Saint-Julien-en-Beauchêne é uma comuna francesa na região administrativa da Provença-Alpes-Costa Azul, no departamento de Altos-Alpes. Estende-se por uma área de 59,43 km². Em 2010 a comuna tinha 133 habitantes (densidade: 2,2 hab./km²).